# Enandio
Enandio är en ort i Mexiko.   Den ligger i kommunen Juárez och delstaten Michoacán de Ocampo, i den södra delen av landet, 140 km väster om huvudstaden Mexico City. Enandio ligger 1 391 meter över havet och antalet invånare är 645.
Terrängen runt Enandio är lite bergig. Runt Enandio är det ganska glesbefolkat, med 47 invånare per kvadratkilometer. Närmaste större samhälle är Heróica Zitácuaro, 13,7 km nordost om Enandio. I omgivningarna runt Enandio växer huvudsakligen savannskog.